# Non solo parole
Non solo parole è un singolo del cantautore italiano Gigi D'Alessio, in duetto con Giusy Ferreri, pubblicato il 10 aprile 2020.

## Tracce
1. Non solo parole (feat. Giusy Ferreri) – 3:49